# Ronni Williams
Ronni Iman Williams (Daytona Beach, 18 aprile 1995) è un'ex cestista statunitense.

## Carriera
È stata selezionata dalle Indiana Fever al secondo giro del Draft WNBA 2017 (22ª scelta assoluta).